# Raimund August Smekal
Raimund August Smekal, též Smékal (1. srpna 1863 Čechy pod Kosířem – 12. července 1937 Slatiňany) byl český průmyslník, konstruktér a vynálezce, majitel c. k. privilegovaných strojírenských závodů v Čechách pod Kosířem, Slatiňanech a na pražském Smíchově zabývajících se zejména konstrukcí a výrobou hasičských stříkaček. Byl členem třetí generace rodiny Smekalů úspěšně podnikajících ve výrobě protipožární techniky. V letech 1912 až 1913 vyrobila jím vlastněná firma Slatiňanská továrna automobilů R. A. Smekal také několik sérií automobilů.

## Život

### Mládí

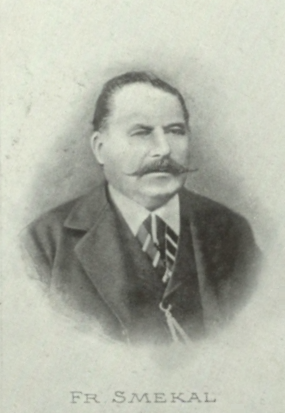
Otec František Smékal

Narodil se v moravské obci Čechy pod Kosířem do rodiny průmyslníka Františka Smekala. Jeho dědeček Antonín Smekal pocházel z Ústína-Skalova a v Čechách na Hané začal roku 1820 s výrobou košů vylitých smolou určených k nabírání vody při hašení požárů, zejména na domácích hospodářství. Postupně se propracoval k výrobě hasičských stříkaček, roku 1846 přebral podnik jeho syn František, který následně otevřel druhou továrnu na Smíchově u Prahy. V osmi letech zemřela Raimundovi matka, otec se znovu oženil. Raimund nabyl základního a středního vzdělání. Roku 1883 zemřel František Smekal, dvacetiletý Raimund se tak stal dědicem otcova dědictví a nastoupil do čela továrny na Smíchově. Jeho nevlastní matka, rozená Zbořilová, pak vedla závod v Čechách pod Kosířem pod značkou F. Smekala vdova. Raimund August se oženil s Marií Luňáčkovou z Police nad Metují, sestrou malíře a mykologa Václava Luňáčka.

### StrojírnaR. A. Smekal

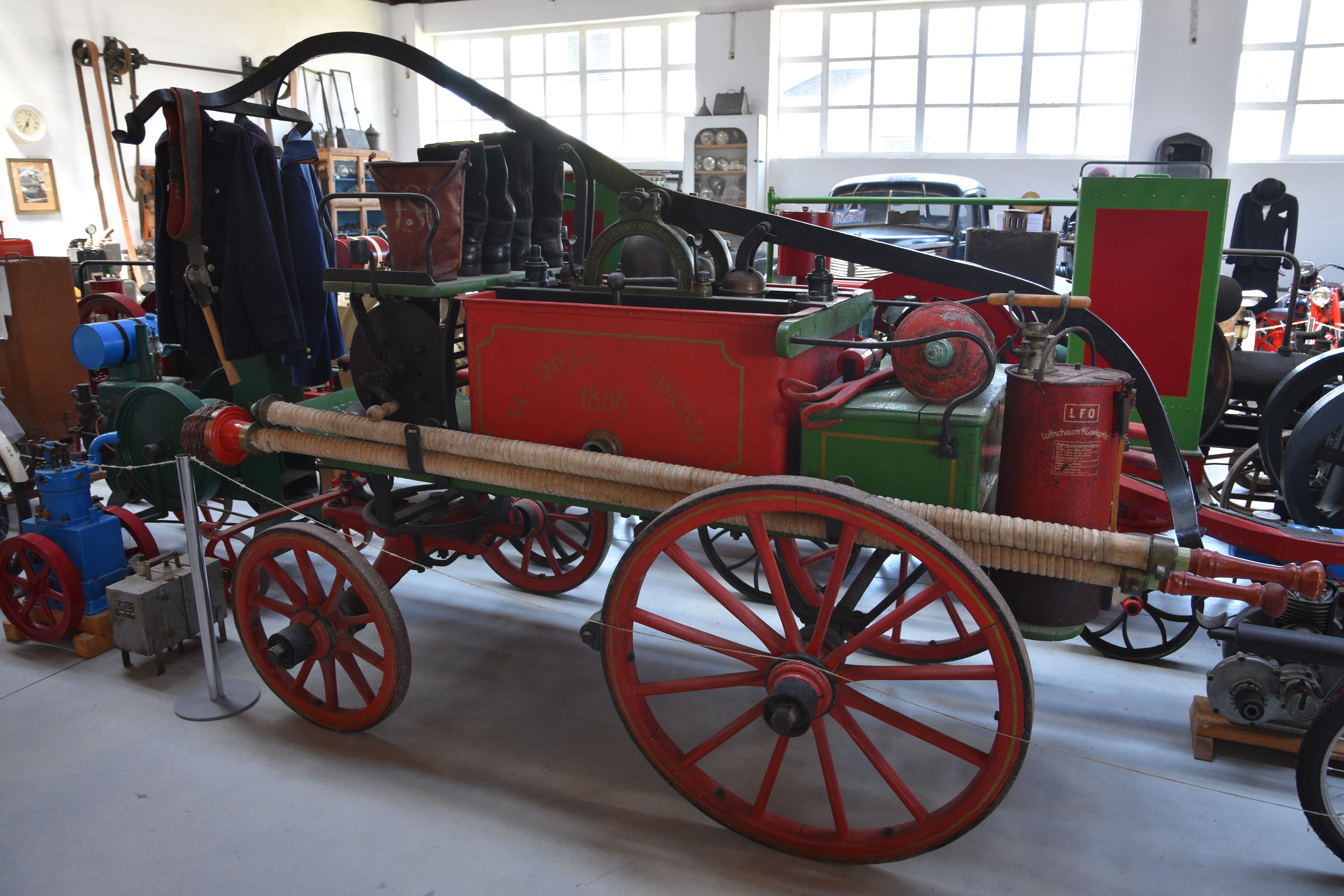
Ruční koněspřežná požární stříkačka z továrny R. A. Smékal, Technické muzeum Telč

Roku 1885 byl změněn název firmy F. Smekal a syn na R. A. Smekal. Nevlastní matka se nedlouho po smrti Františka Smekala provdala do Slatiňan u Chrudimi, vedením moravského závodu byl pověřen její bratr Antonín Zbořil. Ten zajistil modernizaci a také elektrifikaci závodu firmou Ing. Bedřicha Potůčka ze Slatiňan. Zejména v konstrukci, na které se Smekal sám výrazně podílel, a výrobě požární techniky slavila firma R. A. Smekal mimořádné úspěchy, především pak v soudobé tendenci zakládání dobrovolných požárních sborů se produkce stříkaček posazených na vozech tažených koňmi stala hlavní činností závodu. Zpočátku se pumpa pro náhon vody do hadic poháněla ručně, později byla čerpadla vybavována spalovacími motory.
Vedle hasičských stříkaček vyráběly továrny pod značkou R. A. Smekal také secí a hospodářské stroje, čerpací vozy pro stavebnictví a činnost městské údržby, sanitní a fekální vozy, různé druhy žebříků, v pozdějších letech vyráběla též tělocvičné nářadí. Na přelomu 19. a 20. století zaměstnával jen závod v Čechách pod Kosířem na 200 pracovníků.

### Slatiňanská továrna automobilů R. A. Smekal
Raimund August Smekal koupil v roce 1907 závod ve Slatiňanech, zmodernizoval jej a vybavil moderními obráběcími stroji. V nově založené společnosti začal od roku 1912 vyrábět i automobily. Nesly značky Turicum a Mars. V roce 1913 byla jejich výroba ukončena, vzniklo pouze několik kusů. Společnost s názvem R. A. Smekal Továrna na hasičské stroje a tělocvičné nářadí Slatiňany u Chrudimě však ve svém výrobním programu pokračovala dále.
S vypuknutím první světové války byla výroba v letech 1914 až 1918 přeorientována na vojenský výrobní program a prováděla pouze opravy vyrobených strojů. Roku 1918 se firma stala společností s ručením omezeným.

### Československo
Roku 1927 bylo zřízena akciová společnost, jejímž základem se stala firma R. A. Smekal. Raimund A. Smekal se stal jejím hlavním akcionářem, vedle jednotlivců, často dělníků a hasičů, zakoupila akcie též Zemská moravská hasičská jednota. Roku 1931 byl na vlastní žádost vyplacen Smekalovi jeho podíl v továrně v Čechách pod Kosířem, nadále pak Smekal působil pouze ve Slatiňanech.

### Úmrtí
Raimund August Smekal zemřel 12. července 1937 ve Slatiňanech ve věku 73 let. Byl pohřben v rodinné hrobce na hřbitově v Čechách pod Kosířem.

### Po smrti
Již roku 1936 byla firma transformována v Hasičské výrobní družstvo. Manželka Marie Smekalová odprodala podíl ve firmě Bedřichu Potůčkovi. V areálu továrny v Čechách pod Kosířem bylo později zřízeno hasičské muzeum.

### Rodinný život
Raimund August byl ženatý s Marií Luňáčkovou, sestrou malíře Václava Luňáčka.